# Браак
Браак (нім. Braak) — громада в Німеччині, розташована в землі Шлезвіг-Гольштейн. Входить до складу району Штормарн. Складова частина об'єднання громад Зік.
Площа — 7,51 км2. Населення становить 974 ос. (станом на 31 грудня 2020).